# Magnus Jacob Crusenstolpe
Magnus Jacob Crusenstolpe, född 11 mars 1795 i Jönköping, död 18 januari 1865 i Stockholm, var en svensk författare, historiker, publicist, riksdagsledamot och hovrättsassessor.

## Biografi
Magnus Jacob Crusenstolpe var sonson till Magnus Crusenstolpe. Hans far var vice presidenten i Göta hovrätt Johan Magnus Crusenstolpe och modern Christina Charlotta Nymansson var dotter till hovpredikanten Nils Jacob Nymansson och Ulrica Grawe. Han var bror till Johan Fredrik Sebastian Crusenstolpe.
Crusenstolpe avlade juristexamen i Lund 1814 och blev samma år auskultant i Göta hovrätt. 1820 blev han auskultant i Svea hovrätt och fick samma år häradshövdings namn. 1821–22 var han landssekreterare i Skaraborgs län och 1825–34 assessor i Svea hovrätt. Crusenstolpe sågs som begåvad och spirituell och fick tidigt välvilliga gynnare. En broschyr om Sveriges näringsliv som Crusenstolpe publicerade 1822 ådrog honom Karl XIV Johans intresse. 1823 debuterade han på Riddarhuset som riksdagsledamot, men först på den följande riksdagen 1828–30 trädde han i förgrunden som politiskt aktiv.

### Redaktörskap för Fäderneslandet
Crusenstolpe hade tidigare varit konservativ aristokrat, men under riksdagen 1828–30 övergick han till den liberala oppositionen. Tillsammans med Lars Johan Hierta utgav Crusenstolpe en för regeringen misshaglig riksdagstidning. Mot riksdagens slut gjorde han dock efter kontakter med Magnus Brahe en helomvändning, bröt med oppositionen och uppträdde som Brahes och kungens gunstling. Orsakerna till hans omvändning är inte kända. Han utnämndes nu till redaktör för kungens egen tidning Fäderneslandet, grundad 1830. Med hjälp av tidningen hade man för avsikt att besegra den liberala pressen och även den av Brahes motståndare inom konseljen understödda, men likafullt konservativa Svenska Minerva. Crusenstolpe hade dock inte den organisationsförmåga som redaktörskapet krävde, och tidningen hade inte den framgång som man hade hoppats. 1833 drog Karl Johan in stödet och Crusenstolpe tvingades lägga ner tidningen (som senare återuppstod med annan ägare). Crusenstolpe hamnade på gäldstugan eftersom han haft stora personliga utgifter för att hålla tidningen i gång och anmodades 1834 att inlämna sin avskedsansökan som assessor.
Trots att kungen personligen betalade Crusenstolpes skulder bytte denne sida och blev en stark motståndare till monarkin. Han kände sig kränkt över att ha behövt undergå ett sådant öde och bedragen på den lysande karriär han väntat sig som lön för sina tjänster åt makthavarna. Han hade nu lärt sig inse "värdelösheten av purpurns fagra ord", och i sin harm tog han avsked från sitt statsämbete och rev alla broar mellan sig och regeringen.
Vid 1834/35 års riksdag uppträdde han som hätsk oppositionsman mot regeringen, angrep Karl XIV Johans ryssvänliga politik och yrkade på avslag på regeringens försvarsanslag. Hänvisad till att försörja sig på sitt skriveri utgav han 1834 i två band Skildringar ur det inre af dagens historia, alla stilistiskt lysande tecknade men med en mycket vass politisk udd. På nyåret 1838 påbörjade Crusenstolpe en månadsskrift, Ställningar och förhållanden behandlade i bref. Hans skriverier blev så mycket farligare för makthavarna som han genom sin föregående verksamhet fått inblick i en hel del statshemligheter och kände till makthavarnas svaga punkter.

### Majestätsbrottet och Crusenstolpska kravallerna
Crusenstolpes skriftserie Ställningar och förhållanden, behandlade i brev blev klimax på osämjan mellan redaktören och kungen. Redan i det andra brevet 1838 fick en relativt trivial text av Crusenstolpe kungen att explodera[källa behövs]. Upprinnelsen var att Kunglig Majestät utnämnt en viss hovmarskalk Fleming till major. Crusenstolpe var inte förtjust över utnämningen och skrev att konseljen begått sabbatsbrott eftersom den gjort utnämningen på en söndag. Den rasande kungen agerade, en jury sammankallades och Crusenstolpe dömdes som skyldig till majestätsbrott. Svea hovrätt slog i juni 1838 fast att straffet skulle bli tre år på Vaxholms fästning.

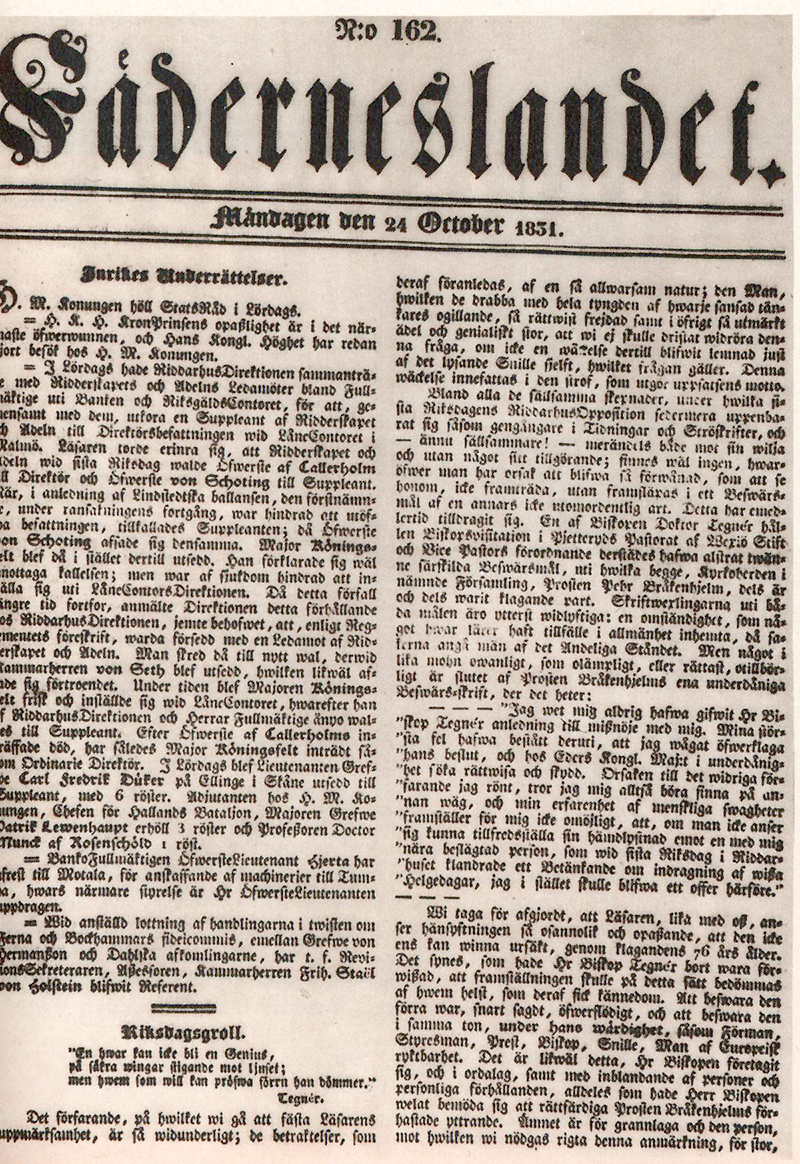
Fäderneslandet 24 oktober 1831.

Den hårda domen chockerade de folkmassor som samlats kring rätten och som, upprörda över kungens stingsliga reaktion, hyllade Crusenstolpe som en folkhjälte. De så kallade Crusenstolpe-kravallerna utbröt och Stockholm såg under några dagar ut att stå på randen till revolution. Den 20 juni skanderades slagord utanför Slottet och alla fönsterrutor krossades hos kungens juridiska ombud, justitiekansler Claes Nerman, innan militär ingrep. Den 22 juni drabbade folket och militären samman, skottlossning utbröt och två människor dödades. Det tog flera dagar innan lugnet var helt återställt.
Från sitt fängelse, där han åtnjöt en relativt mild behandling, fortsatte han sitt oppositionsarbete, skymfade i ett nytt brev av Ställningar och förhållanden Magnus Brahe och utsände 1839 Vidräkning och reform, där han pläderade för monarkins ersättande med riksföreståndarskap. Därefter följde en pamflett mot Carl Henrik Anckarsvärd, Röst ur ett svenskt statsfängelse. Det blev dock med tiden ganska klart att Crusenstolpes angrepp mera gällde person än sak, och hans popularitet bland oppositionen minskade. Han fortsatte dock utgivandet av sina Ställningar och förhållanden fram till sin död.
Utöver det politiska författarskapet var Crusenstolpe även verksam inom det skönlitterära. Bland hans romaner märks främst Morianen eller Holstein-Gottorpska huset i Sverige (6 band, 1840–44), Carl Johan och svenskarne (3 band, 1845–46) och Huset Tessin under enväldet och frihetstiden (5 band, 1847–49). Han var även under sina senare år en flitig författare av nekrologer i kalendern Svea, vilka samlades och utgavs 1882 under titeln Medaljonger och statyetter. Viktiga handlingar har han utgett i serien Portefeuile (1837–45). Bland hans övriga populärhistoriska arbeten märks 1720, 1772, 1809 (1836), Karakteristiker (1851), Revolutionen den 13 mars 1809 (1859) samt Historiska personligheter (2 band, 1861–63). Han var även en av grundarna av den kortlivade tidningen Dagen (1845–1846).
Crusenstolpe gifte sig 1825 med Sophia Palmstruch, dotter till Johan Wilhelm Palmstruch och Margareta Catharina Sundberg.

### Skönlitteratur
- Vedergällningsrätten : novell. Stockholm. 1821. Libris 2417751 - Utgiven anonymt.
- Denis från Norrmandie : romantisk berättelse från slutet af sextonde århundradet : svenskt original. Stockholm. 1821. Libris 2417749 - Utgiven anonymt.
- Kollerstad : legend. Stockholm. 1821. Libris 2417750 - Utgiven anonymt.
- Första fjetet på skriftställarebanan. Stockholm. 1842. Libris 1682562. https://litteraturbanken.se/f%C3%B6rfattare/CrusenstolpeMJ/titlar/F%C3%B6rstaFjetet/sida/5/faksimil?om-boken - Återutgivning av de tre novellerna ovan från 1821.
- Morianen, eller Holstein-Gottorpiska huset i Sverige: tidsbilder, tecknade på fästningen. 1-6. Stockholm. 1840–1844. Libris 1682544 - Ny, genomsedd upplaga 1880. Förkortad upplaga 1916–1917 vilken omtrycktes 1928. Dansk översättning 1841–1844, tysk översättning 1842–1844.
  -  Del 1. 1840. Libris 13539124. http://litteraturbanken.se/#!forfattare/CrusenstolpeMJ/titlar/MorianenForsta/info/etext
  -  Del 2. 1840. Libris 13539134. http://litteraturbanken.se/#!forfattare/CrusenstolpeMJ/titlar/MorianenAndra/info/etext
  -  Del 3. 1841. Libris 9lvvhf117sbktxhm. http://litteraturbanken.se/#!forfattare/CrusenstolpeMJ/titlar/MorianenTredje/info/etext
  -  Del 4. 1841. Libris fq03mh6ncrvgz76w. http://litteraturbanken.se/#!forfattare/CrusenstolpeMJ/titlar/MorianenFjerde/info/etext
  -  Del 5. 1843. Libris mx69t1d0kcdrg29n. http://litteraturbanken.se/#!forfattare/CrusenstolpeMJ/titlar/MorianenFemte/info/etext
  -  Del 6. 1844. Libris 8kv8k3dv6ff1f7wr. http://litteraturbanken.se/#!forfattare/CrusenstolpeMJ/titlar/MorianenSjette/info/etext
- Bigtfadren: novell. Stockholm. 1842. Libris 3186498
- Carl Johan och svenskarne: romantisk skildring. 1-3. Stockholm. 1845–1846. Libris 394206 - Ny, genomsedd upplaga 1881. Även i dansk översättning 1845–1847 och tysk översättning 1845.
- Huset Tessin under enväldet och frihetstiden: romantiserad skildring. 1-5. Stockholm: S. Magnus. 1847–1849. Libris 1993156 - Ny, genomsedd upplaga 1883. Även i dansk översättning 1847–1851 och tysk översättning 1847–1853.
  -  Del 1. 1847. Libris 1993161. https://litteraturbanken.se/f%C3%B6rfattare/CrusenstolpeMJ/titlar/HusetTessin1/sida/9/faksimil/?om-boken
  -  Del 2. 1847. Libris 1993157. https://litteraturbanken.se/f%C3%B6rfattare/CrusenstolpeMJ/titlar/HusetTessin2/sida/9/faksimil/?om-boken
  -  Del 3. 1847. Libris 1993158. https://litteraturbanken.se/f%C3%B6rfattare/CrusenstolpeMJ/titlar/HusetTessin3/sida/9/faksimil/?om-boken
  -  Del 4, Sista delen af enväldstiden. 1849. Libris 1993159. https://litteraturbanken.se/f%C3%B6rfattare/CrusenstolpeMJ/titlar/HusetTessin4/sida/9/faksimil/?om-boken
  -  Del 5, Huset Tessin, (sednare tidskiftet) under frihetstiden  : första (5:te) delen. 1849. Libris 1993160. https://litteraturbanken.se/f%C3%B6rfattare/CrusenstolpeMJ/titlar/HusetTessin5/sida/9/faksimil/?om-boken
- Tvenne äktenskap : roman. Nya svenska parnassen, 99-1951260-5 ; 7. Stockholm. 1847. Libris 3189636. https://runeberg.org/cmjtvenne/

### Varia
- Några ord om organisationen af styrelsen öfver jordbruk och jernhandtering i Sverige. Jönköping. 1822. Libris 2414964 Anonym.
- Ideer till en förbättrad national-representation. Stockholm. 1825. Libris 2414696 Anonym.
- Politiska åsigter; af M.J. Crusenstolpe. Första delen. Stockholm, tryckt hos Carl Deleen. 1828. Libris 2414306
- Försök till critik öfver herrar C.H. Anckarsvärds och J.G. Richerts förslag till national-representation. Stockholm. 1830. Libris 394224 2 uppl.
- Skildringar ur det inre af dagens historia: de frånvarande. Stockholm, tryckt hos Georg Scheutz. 1834. Libris 1575558
  -  2. uppl. Stockholm. 1834. Libris 2625379
  -  3. uppl., öfversedd och betydligen tillökt. Stockholm: Hjerta. 1836. Libris 394532
  -  4. uppl., öfversedd och betydligen tillökt. Stockholm. 1837. Libris 394535. https://runeberg.org/cmjdaghist/
- Skildringar ur det inre af dagens historia: de närwarande. Stockholm. 1834. Libris 1575555 Norsk översättning 1834.
  -  2. uppl., öfversedd och betydligen tillökt. Stockholm: Hjerta. 1836. Libris 394529. https://runeberg.org/cmjdaghnar
- 1720, 1772, 1809. Stockholm. 1836. Libris 2557152. https://runeberg.org/cmj1720/ 2 utökad uppl. 1837.
- Portefeuille. 1–5. Stockholm: Hjerta. 1837–1845. Libris 8213351. https://runeberg.org/portef
- Historisk tafla af högstsalig f.d. konung Gustaf IV Adolphs första lefnadsår. Stockholm: Hjerta. 1837. Libris 1682352. https://runeberg.org/cmjtafla/
- Ställningar och förhållanden: behandlade i bref. Stockholm. 1838–1851. Libris 389905 19 brev. De fyra första även i norsk översättning 1839.
- Vidräkning och reform: betraktelser i fängelset af en svensk statsfånge. Stockholm. 1839. Libris 394538
- Röst ur ett svenskt statsfängelse: om ställningar och förhållanden : (september 1839). Stockholm. 1839. Libris 1691253
- Riksdagen 1850 på scenen och mellan kulisserna. 1–2. Stockholm. 1850–1851. Libris 394541. https://runeberg.org/cmriksdag
- Anekdoter för både historiens och skämtets vänner. Stockholm: J. L. Brundin. 1851. Libris 1993842. https://digital.ub.umu.se/node/314124?fulltext-query=
- Karakteristiker, ur samtidas förtroliga bref och anteckningar. Stockholm: Brudin. 1851. Libris 1298705
- Europas hof från början af 18:de seklet till medlet af det 19:de. Stockholm: Meijer. 1853–1856. Libris 1810089 4 volymer.
- Revolutionen den 13 Mars 1809: åsyna vittnens hågkomster. Stockholm. 1859. Libris 1993221
- Historiska personligheter: enligt authentiska och förtroliga källor framställda. Stockholm: Maass. 1861–1863. Libris 1580535 2 delar.
- Ett sekel och ett år af polska frågan: (1762–1863) : historisk-kronologisk handbok. Stockholm. 1863. Libris 234098
- Ett kors på grefve Carl Henric Anckarsvärds graf. Stockholm. 1865. Libris 1985284
- Medaljonger och statyetter: drag ur vår vittra, konstnärliga och politiska verld : (för första gången i bokform samlade). Stockholm: Bonnier. 1882. Libris 478584 Samlade nekrologer ur Miniatyralmanach och Svea folk-kalender. Redaktör: Arvid Ahnfeldt.

### Biografier och dödsrunor
Crusenstolpe skrev mängder av biografiska artiklar i kalendrarna Miniatur-almanach 1846–1863, Norden 1852–1853 och i Svea folk-kalender 1856–1865. De senare listas nedan.
- - Carl August Adlersparre, s. 172, 1863
  - Carl Adolph Agardh, s. 168, 1860
  - J. D. Ahlberg, s. 161, 1857
  - Jacob Niclas Ahlström, s. 169, 1858
  - Anna Ebba Aminoff, s. 139, 1861
  - A. G. von Arbin, s. 163, 1857
  - Eric Arén, s. 123, 1861
  - Carl Abraham Arfwedson, s. 149, 1862
  - Lars Arnell, s. 165, 1857
  - Adolf Ivar Arvidsson, s. 150, 1859
  - Johan Harder Backman, s. 167, 1863
  - Carl Vilhelm Bergman, s. 168, 1858
  - Christian Gissel Berlin, s. 133, 1864
  - Johan Fredrik Berwald, s. 173, 1862
  - Sven Peter Bexell, s. 135, 1865
  - Johan Anders Björck, s. 161, 1858
  - Michael Adolph Blüm, s. 137, 1865
  - A. Bodisco, s. 171, 1857
  - Fredrik Boije, s. 166, 1858
  - Wilhelm von Braun, s. 162, 1861
  - Johan Bredman, s. 172, 1860
  - Anders Magnus Brinck, s. 152, 1863
  - Adam Bruce, s. 128, 1864
  - Robert Edvard Bruce, s. 158, 1859
  - Olof Abraham Bruncrona, s. 181, 1860
  - Jacob Cederström, s. 171, 1858
  - Carl Fredrik Coyet, s. 163, 1858
  - Magnus G. Danckwardt, s. 154, 1863
  - Robert Dickson, s. 182, 1860
  - Johan Dillner, s. 163, 1863
  - Eric af Edholm, s. 161, 1857
  - Carl Johan Ekströmer, s. 157, 1861
  - Carl Johan Fahlcrantz, s. 138, 1862
  - Jacopo Foroni, s. 161, 1859
  - David Fredrik Frölich, s. 173, 1863
  - Carl de Geer, s. 170, 1862
  - Cl. E. Günther, s. 175, 1862
  - Anton Gabriel Gyldenstolpe, s. 162, 1858
  - Carl August Hagberg, s. 146, 1865
  - Carl Johan Hallenborg, s. 131, 1861
  - Carl Eric Hallström, s. 160, 1863
  - Jakob August von Hartsmansdorff, s. 155, 1858
  - Erland Hedenstierna d. y., s. 159, 1857
  - Christoffer Isac Heurlin, s. 146, 1861
  - Carl Hochschild, s. 174, 1858
  - Axel Emanuel Holmberg, s. 161, 1862
  - Israël Hvasser, s. 148, 1861
  - C. E. Isberg, s. 152, 1857
  - Johan Johanson, s. 180, 1860
  - Johan Johansson, s. 141, 1861
  - P. Jönsson i Träslanda, s. 125, 1861
  - Mauritz Stefan Philip Klingspor, s. 159, 1859
  - G. C. Kraepelin, s. 159, 1857
  - Pehr Krafft d. y., s. 116, 1865
  - Johan Henrik Krëuger, s. 134, 1859
  - N. J. L. Krog, s. 170, 1857
  - Carl Gustaf Kröningsvärd, s. 183, 1860
  - Karl Anders af Kullberg, s. 169, 1858
  - Johan Olof Lagberg, s. 157, 1857
  - Per Johan Lagergren, s. 160, 1857
  - Per Lagerhjelm, s. 153, 1857
  - Gustaf Lallerstedt, s. 126, 1865
  - Carl Ludvig Landin, s. 154, 1859
  - Abraham Wilhelm Lavén, s. 152, 1859
  - Johan Peter Lefrén, s. 161, 1863
  - Brita Catharina Lidbeck, s. 130, 1865
  - Carl Wilhelm Lilliecrona, s. 165, 1857
  - Emanuel Limnell, s. 140, 1861 (Professor och dekorationsmålare)
  - Otto Lindblad, s. 148, 1865
  - Carl Axel Löwenhielm, s. 165, 1862
  - Carl Gustaf Löwenhjelm, s. 140, 1859
  - S. Löwenskiöld, s. 169, 1857
  - Johan Jacob Löwenström, s. 140, 1864
  - Johan Anton Millén, s. 142, 1864
  - Mathilda Montgomery-Gyllenhaal, s. 110, 1865
  - Gustaf Adolf Montgomery, s. 158, 1862
  - J. Moreno y Landabury, s. 170, 1863
  - Daniel Andreas Joakim Müller, s. 181, 1858 (Avled i Uppsala av kolera 1857. G.m. Louise Müller)
  - Johan Theofil Nathorst, s. 180, 1863
  - Edvard Nonnen, s. 169, 1863
  - Otto Gustaf Nordensköld, s. 159, 1863
  - A. G. M. Nordenstolpe, s. 175, 1862
  - Sven Adolf Norling, s. 162, 1859
  - Hedvig Constantina Fredrika von Numers, s. 144, 1864
  - Nils Fredrik Palmstjerna, s. 124, 1864
  - Gustaf Erik Pasch, s. 182, 1863
  - Emilia Petersen, s. 165, 1860
  - Abraham Zacharias Pettersson, s. 173, 1858
  - Carl Anton Pettersson, s. 130, 1864
  - Magnus Martin af Pontin, s. 137, 1859
  - Gabriel Poppius, s. 143, 1857
  - K. A. Posse, s. 153, 1857
  - Anders Adolf Retzius, s. 154, 1861
  - Johan Gabriel Richert, s. 120, 1865
  - Emil Roberg, s. 175, 1860
  - Puke von Rosen, s. 179, 1858
  - Rosenqvist af Åkershult, s. 132, 1865
  - Sir John Ross, s. 172, 1857
  - Johan Ruckman, s. 164, 1863
  - Edv. Gabriel Runeberg, s. 168, 1863
  - Edv. Fredrich von Saltza, s. 178, 1860
  - Anders Peter Sandströmer, s. 130, 1859
  - Berndt Harder Santesson, s. 177, 1863
  - Frans Adolf von Schéele, s. 137, 1864
  - A. Fred von Schneidau, s. 160, 1861
  - Johan Henrik Schröder, s. 176, 1858
  - Gustaf Henrik Schwartz, s. 156, 1859
  - Carl David Skogman, s. 149, 1857
  - Jeanette Stjernström, s. 165, 1858
  - Anders Magnus Strinnholm, s. 165, 1863
  - Johanna L. von Strokirch, s. 186, 1858
  - Israel Adolf af Ström, s. 165, 1857
  - O. A. Svalin, s. 185, 1858
  - Per Erik Svedbom, s. 184, 1858
  - Axel Erik von Sydow, s. 183, 1858
  - Per Adolf Tamm, s. 155, 1857
  - Lovisa Tawast, s. 161, 1861
  - Johan Peter Theorell, s. 154, 1862
  - Sven Lorenz Theorell, s. 155, 1863
  - F. J. A. Toll, s. 173, 1857
  - Sara Torslow, s. 176, 1860
  - Emil von Troil, s. 129, 1861
  - Johan August Wahlberg, s. 177, 1858
  - C. J. Wahlbom, s. 164, 1859
  - Peter Adam Wallmark, s. 144, 1859
  - Pehr Westerstrand, s. 127, 1859
  - Fredric Westin, s. 175, 1863
  - Gustaf Daniel Wilcke, s. 147, 1864
  - Bernth Wilhelm Wohlfart, s. 123, 1864
  - Carl Edvard Zedritz, s. 173, 1860